# Hôtel de Ville (Anzin)

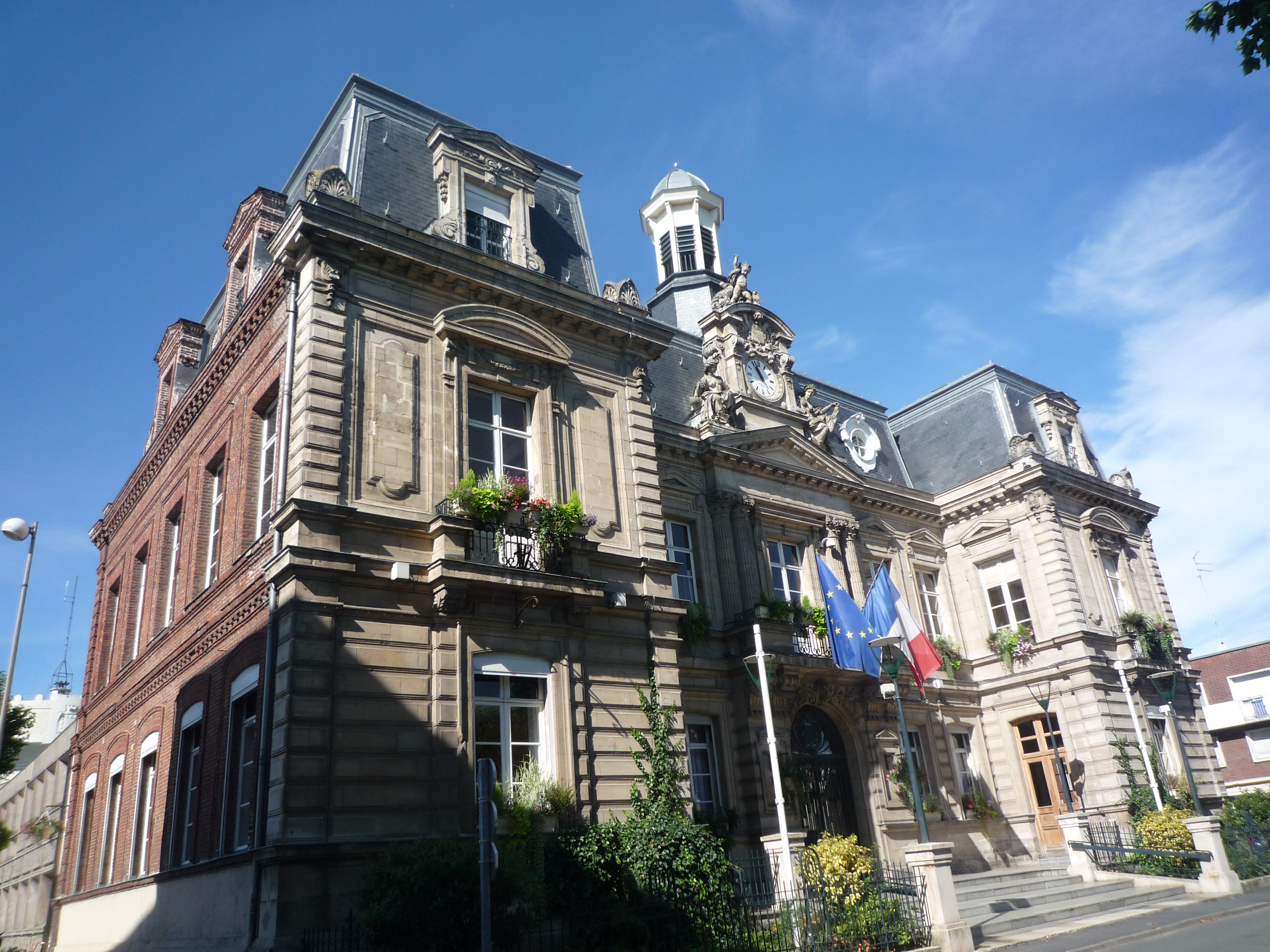
Hôtel de Ville in Anzin

Das Hôtel de Ville (deutsch Rathaus) in Anzin, einer französischen Stadt im Département Nord in der Region Hauts-de-France, wurde 1874 errichtet. Das Hôtel de Ville steht an der Place Roger-Salengro in der Nähe des Bahnhofs.
Nach dem Bau des Bahnhofs im Jahr 1842 entwickelte sich durch die wirtschaftliche Blüte der Gemeinde um den Bahnhof ein neues Viertel mit Geschäften und Wohnhäusern. Durch den bedeutenden Bevölkerungszuwachs war die Gemeinde gezwungen ein größeres Rathaus zu bauen.
Der repräsentative zweigeschossige Bau wurde nach Plänen des Architekten Constant Moyaux (1835–1911), der den Prix de Rome für Architektur erhielt, errichtet. Das symmetrische Gebäude besitzt zwei vorspringende Eckpavillons und einen Risalit mit prächtigem Eingang in der Mitte, der von einem Dreiecksgiebel auf vier Säulen betont wird. Darüber ist im Dach eine Uhr integriert, die von einem Dachreiter mit Glocke bekrönt wird. 
Nach einem Brand im Jahr 1918 musste das Hôtel de Ville neu errichtet werden. Es wurde nun mit Skulpturen nach Zeichnungen von Lucien Jonas (1880–1947) geschmückt.